# Francesc Xavier Vilà i Mateu
Francesc Xavier Vilà i Mateu (Arenys de Mar, 9 de maig de 1851 - Guam, Illes Mariannes, 5 de gener de 1913) O.F.M. Cap. frare caputxí, bisbe titular d'Adraa i vicari apostòlic de Guam.
Als 15 anys volgué ingressar als caputxins però eren clausurats des de 1835, de manera que s'embarcà cap a Amèrica. Entrà com a novici al Convent que tenia l'orde a Puerto Barrios, Guatemala, però ben aviat la revolució d'aquell país el desterrà als Estats Units, des d'on passà a França per continuar els estudis eclesiàstics.
El 1875 s'embarcà cap a les missions de l'Equador, però arribà a Quito precisament l'endemà d'haver estat assassinat el president Gabriel Garcia Moreno. El 24 d'agost d'aquell any rebé l'ordenació sacerdotal. A l'Equador es dedicà a treballs apostòlics, però aviat la seva salut es ressentí a causa del clima que posà en perill la seva vida. El 1881 tornà a Arenys i al cap d'un any, fou nomenat Guardià dels Caputxins d'Arenys. També fou Guardià d'Hondarribia i dues vegades més d'Arenys de Mar i del convent de Sarrià de Barcelona. El 1889 l'elegiren Definidor de l'Orde i Pare Provincial d'Aragó.
L'any 1900 fou nomenat Provincial de Catalunya i reelegit al cap de tres anys. Nou anys després, fatigat per una vida tan activa, el Capítol el destinà un altre cop al convent d'Arenys, on reformà la Casa, canvià vells altars de l'església i arranjà l'hort del Convent per tal que els novicis tinguessin un bon lloc de recreació.
A Arenys de Mar el sorprengué el nomenament de bisbe d'Adraa i Vicari Apostòlic de Guam (Illes Mariannes). El 1r d'octubre de 1911 fou consagrat a la catedral de Barcelona de mans del bisbe Joan Josep Laguarda i Fenollera, i hagué de deixar Catalunya quan ja tenia prop de 60 anys.
El 1913 quan realitzava grans projectes per a aquella missió (construcció d'esglésies, escoles...), morí inesperadament.